# Anolis squamulatus
Anolis squamulatus este o specie de șopârle din genul Anolis, familia Polychrotidae, descrisă de Peters 1863. Conform Catalogue of Life specia Anolis squamulatus nu are subspecii cunoscute.